# Georg Wenker

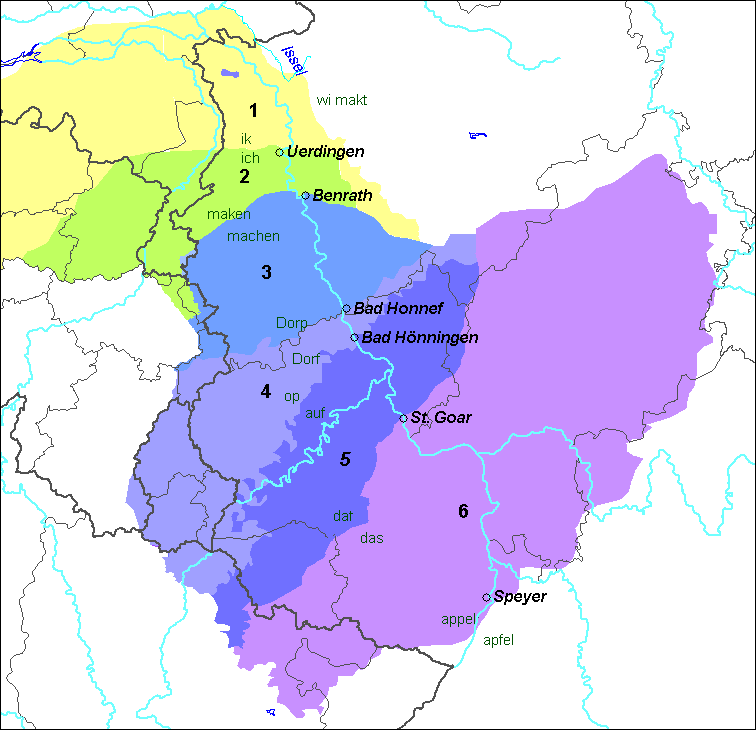
Indeling van de dialecten van de Rijnlandse waaier naar Wenker: 1 Nederfrankisch, 2 Zuid-Nederfrankisch, 3 Ripuarisch, 4 en 5 Moezelfrankisch, 6 Rijnfrankisch

Georg Wenker (Düsseldorf, 25 januari 1852- Marburg, 17 juli 1911) was een Duitse linguïst die bekendstaat als de pionier in het in kaart brengen van Duitse talen en dialecten in de late negentiende eeuw. Hij gebruikte een enquête met 40 zinnen (de Wenker Sätze) die door scholieren in hun lokale dialect moest worden vertaald. Zijn Deutscher Sprachatlas is nog steeds een belangrijke bron voor taalkundigen die zich bezighouden met de dialectografie van het Duitse taalgebied.